# غرور یانکی‌ها
غرور یانکی‌ها (انگلیسی: The Pride of the Yankees) فیلمی در ژانر درام به کارگردانی سم وود است که در سال ۱۹۴۲ منتشر شد.
این فیلم برنده جایزه اسکار بهترین تدوین توسط دنیل مندل در سال ۱۹۴۲ شده است.

## بازیگران
- گری کوپر
- ترزا رایت
- والتر برنان
- بیب روث
- باب میوسل
- لین چندلر
- ویرجینیا گیلمور
- ارل هاجینز
- جان شیهان
- تئودور لورچ
- هاردی آلبرایت
- سی. مانتگیو شا
- لستر دُر
- وان گلیزر